# ملعب توهوكو دينريوكو بيغ سوان
ملعب توهوكو دينريوكو بيغ سوان (باليابانية: 新潟スタジアム) (ملعب البجعة الكبيرة باللغة العربية)، هو ملعب رياضي يقع في نيغاتا، اليابان. تم افتتاحه عام 2001 واستخدم في بطولة كأس العالم لكرة القدم 2002. يتسع الملعب لجلوس 42,300 متفرج. يلعب نادي ألبيركس نييغاتا مبارياته المنزلية على هذا الملعب.

## كأس العالم لكرة القدم 2002
استضاف ملعب نيغاتا 3 مبارياته خلال كأس العالم 2002.
- جمهورية أيرلندا 1 – 1  الكاميرون
- كرواتيا 0 – 1  المكسيك
- الدنمارك 0 – 3  إنجلترا

## وصلات خارجية
- (باليابانية) الموقع الرسمي